# Gémil
Gémil este o comună în departamentul Haute-Garonne din sudul Franței. În 2009 avea o populație de 274 de locuitori.

## Evoluția populației
| An        | 1975 | 1982 | 1990 | 1999 | 2006 | 2009 |
| --------- | ---- | ---- | ---- | ---- | ---- | ---- |
| Populație | 141  | 174  | 201  | 196  | 260  | 274  |